# Ставрополија (Дамбовица)
Ставрополија (рум. Stavropolia) насеље је у Румунији у округу Дамбовица у општини Улиешти. Oпштина се налази на надморској висини од 166 m.

## Становништво
Према подацима из 2002. године у насељу је живело 216 становника, од којих су сви румунске националности.